# Museo Paleontológico Profesor Armando Calcaterra
El Museo Paleontológico Profesor Armando Calcaterra es un museo ubicado en la calle Roger Balet 181, Colonia del Sacramento, departamento de Colonia, Uruguay, en la zona de Real de San Carlos. Exhibe gran variedad de hallazgos paleontológicos, vertebrados, invertebrados y piezas indígenas, completando 1600 ejemplares.

## Historia

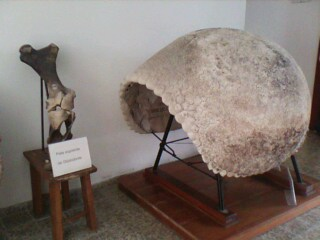
Coraza de Gliptodonte

El museo presenta especies de la megafauna pampeana como Gliptodontes, Megatherios, Lestodontes de varios tipos, Glossotherium y Toxodón Platensis, además de piezas indígenas, descubiertos por Armando Calcaterra en la región y costas circundantes sobre el Río de la Plata y otros arroyos en diferentes zonas del departamento y del país. 
La colección está directamente relacionada con la actividad científica y vocacional de su fundador Armando Calcaterra, y la convicción familiar de la significación del proyecto, apoyado siempre por su cónyuge Martina Sagrado, hoy fallecida y hoy por sus hijas.
El 24 de abril de 1976 se inaugura el Museo, como Paleontológico Municipal, pero desde mucho antes recibía visitantes,científicos y alumnos con fines didácticos. Queda instalado en un edificio contiguo a su casa, construido con el esfuerzo del propio investigador, y con ese fin específico. El inmueble y su valioso acervo son donados a la Intendencia Departamental de Colonia en ese mismo momento.
Hoy el Museo está incluido en el circuito del Sistema de Museos de la ciudad de Colonia y es una realidad para la curiosidad de los turistas y lo que es más importante, una referencia científica para visitas académicas dirigidas a ampliar la investigación paleontológica del país y la región.